# Stanisław Balla
Stanisław Balla, ps. „Sowa”, „Stary”, „Onkel” (ur. 7 lutego 1906 w Słupie, zm. w 1980) – podporucznik ROAK, w latach 1946–1947 komendant ROAK powiatu działdowskiego.

## Życiorys
Przyszedł na świat w rodzinie niezamożnych rolników. Ukończył niemiecką szkołę podstawową. Z zawodu był cieślą. W październiku 1927 roku został powołany do wojska, gdzie służył w 18 Pułku Pomorskim w Grudziądzu. Po ukończeniu szkoły podoficerskiej otrzymał stopień kaprala. Podczas kampanii wrześniowej brał udział w bitwie pod Krojantami. Po zakończeniu walk zwolniony z niewoli. W początkowym okresie okupacji mieszkał w Lidzbarku. W 1942 roku zagrożony wywózką na roboty do Niemiec upozorował samobójstwo (zostawił ubrania i list pożegnalny, w którym napisał, że idzie się utopić na brzegu jeziora). Od tego czasu ukrywał się w lesie. W 1943 roku przypadkiem spotkał Pawła Nowakowskiego, który po poznaniu jego historii zaprzysiągł go do AK. W styczniu 1945 roku wstąpił do milicji, skąd po 3 i pół miesiąca zdezerterował. Z ludzi podobnie jak on ukrywających się przed nową władzą stworzył oddział samoobrony. Na początku 1946 roku spotkał ponownie Nowakowskiego organizującego konspirację. Jego oddział pod pseudonimem „Sokół Leśny” został włączony w struktury ROAK, a on sam został awansowany do stopnia podporucznika i mianowany komendantem powiatu działdowskiego. W latach 1946–1947 prowadził szereg akcji zbrojnych przeciwko komunistom. Często współpracował ze swoim dawnym podwładnym Franciszkiem Wypychem ps."Wilk". Jego oddział był doskonale uzbrojony (moździerze, pancerfausty), liczebność przekraczała 100 osób (i dodatkowe kilkadziesiąt osób w rezerwie), wszyscy żołnierze byli ubrani w mundury. Stanisław Balla zawsze dbał o dobry stan oddziału i zwalczał wszelką przestępczość, poza tym partyzanci otrzymywali żołd. 4 listopada 1946 roku Ballę spotkała osobista tragedia – w obławie we wsi Zielonka zginął jego 18-letni syn Eugeniusz Balla ps. „Wyrwicz”. W końcu listopada Paweł Nowakowski wezwał wszystkich podległych mu dowódców oddziałów partyzanckich w celu poinformowania ich o zaistniałej sytuacji – rezygnację z dalszej walki i skorzystanie przez niego z amnestii. Zachęcał pozostałych dowódców do podobnego kroku. Balla wycieńczony walką partyzancką skorzystał z amnestii 10 marca 1947 roku. Stanisław Balla wraz z 10 podkomendnymi ujawnił się w Działdowie. Zatrudnił się jako dozorca w tartaku w Klonowie. Pomimo dopełnienia warunków amnestii Balla był często nachodzony przez UB z powodu nie oddanej sporej liczby broni (Balla ukrył ją na wypadek ponownej walki z komunistami). Do uzyskania od niego informacji zmuszono nawet dawnego dowódcę „Sowy” Pawła Nowakowskiego. W tym celu zaproszono ich do pomieszczenia, w którym był ukryty podsłuch. Nowakowski ostrzegł Ballę za pomocą gestów. W efekcie ubecy usłyszeli fałszywą wersję i nigdy nie udało im się tak naprawdę potwierdzić postawionych Balli zarzutów.
18 października 1950 roku został aresztowany przez UB i skazany za „wrogą działalność” na 8 lat więzienia (na wolność wyszedł w 1956 roku). Po wyjściu z więzienia nie znalazł stałego zatrudnienia był tzw. "złotą rączką".
Zmarł w 1980 roku, został pochowany w Lidzbarku Welskim razem ze swoim synem Eugeniuszem.